# Ommastrephidae
Ommastrephidae là một họ mực chứa ba phân họ, 11 chi và hơn 20 loài. Chúng phân phối rộng rãi trên toàn cầu và được đánh bắt rộng rãi cho thực phẩm. Một loài, Todarodes pacificus, bao gồm khoảng một nửa sản lượng động vật thân mềm đánh bắt hàng năm của thế giới.

## Phân loại

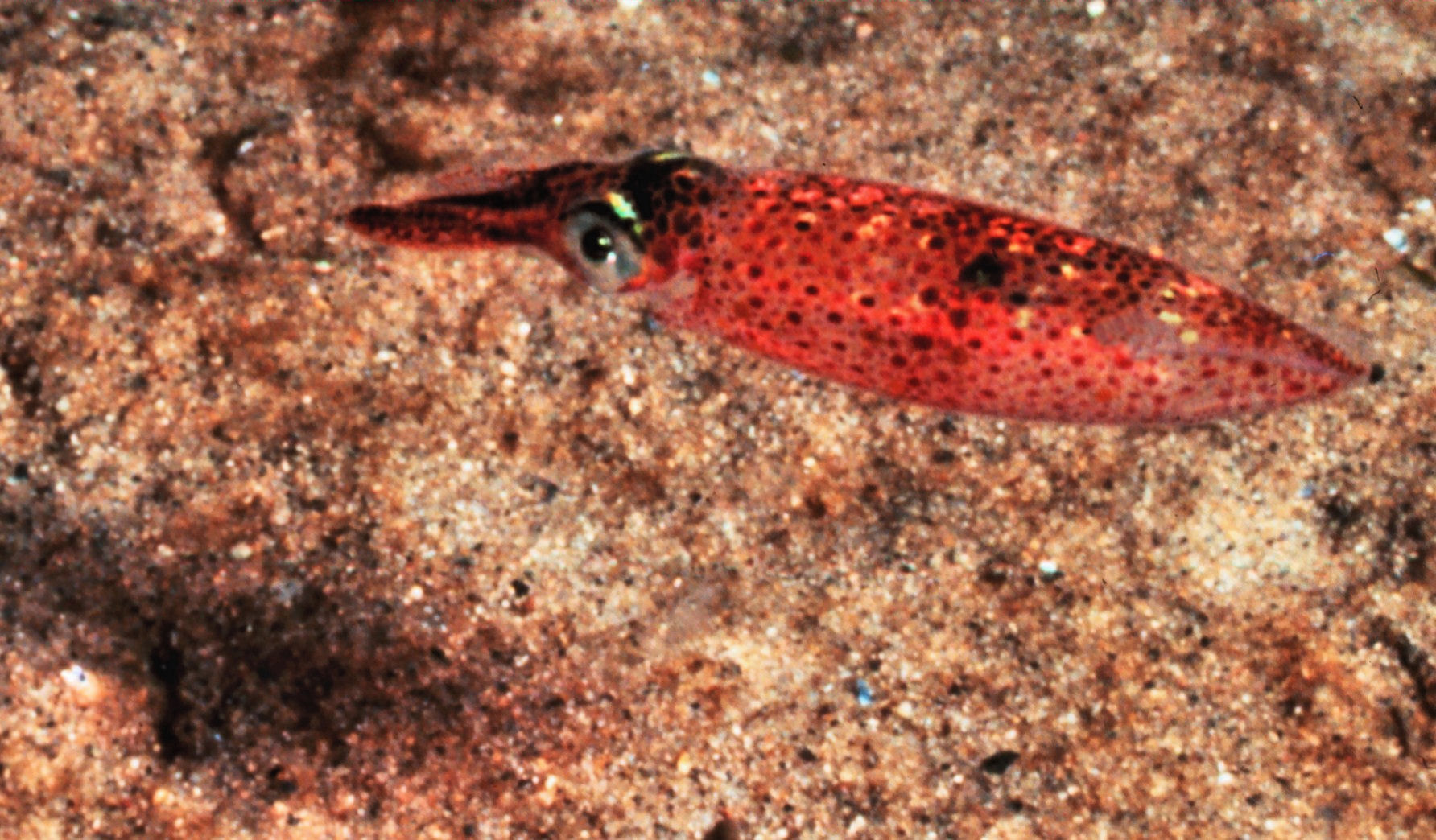
Northern shortfin squid
(Illex illecebrosus)

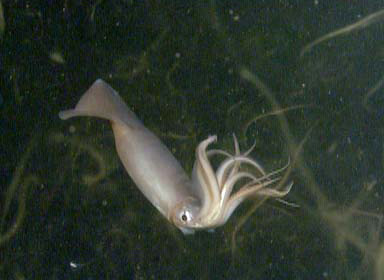
Mực Humboldt
(Dosidicus gigas)

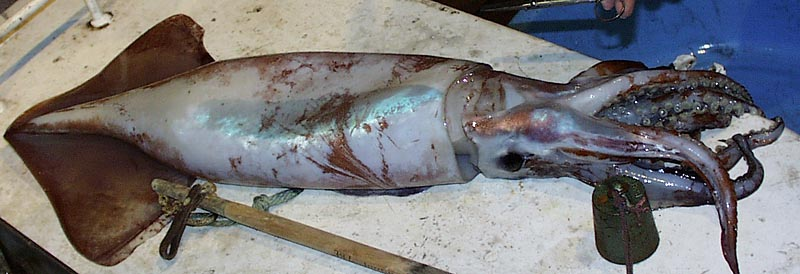
Neon flying squid
(Ommastrephes bartramii)

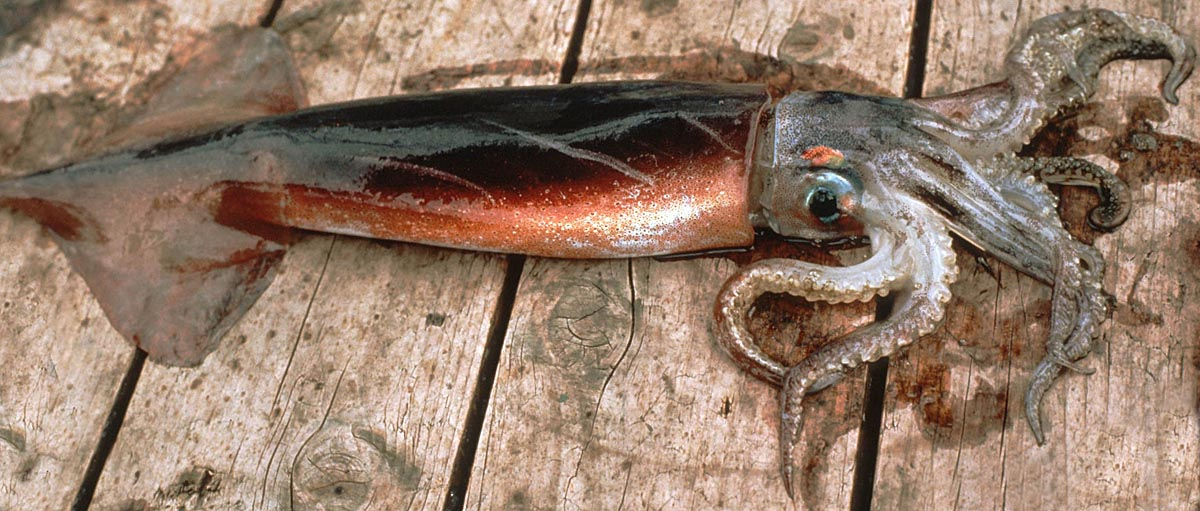
Sevenstar flying squid
(Martialia hyadesii)

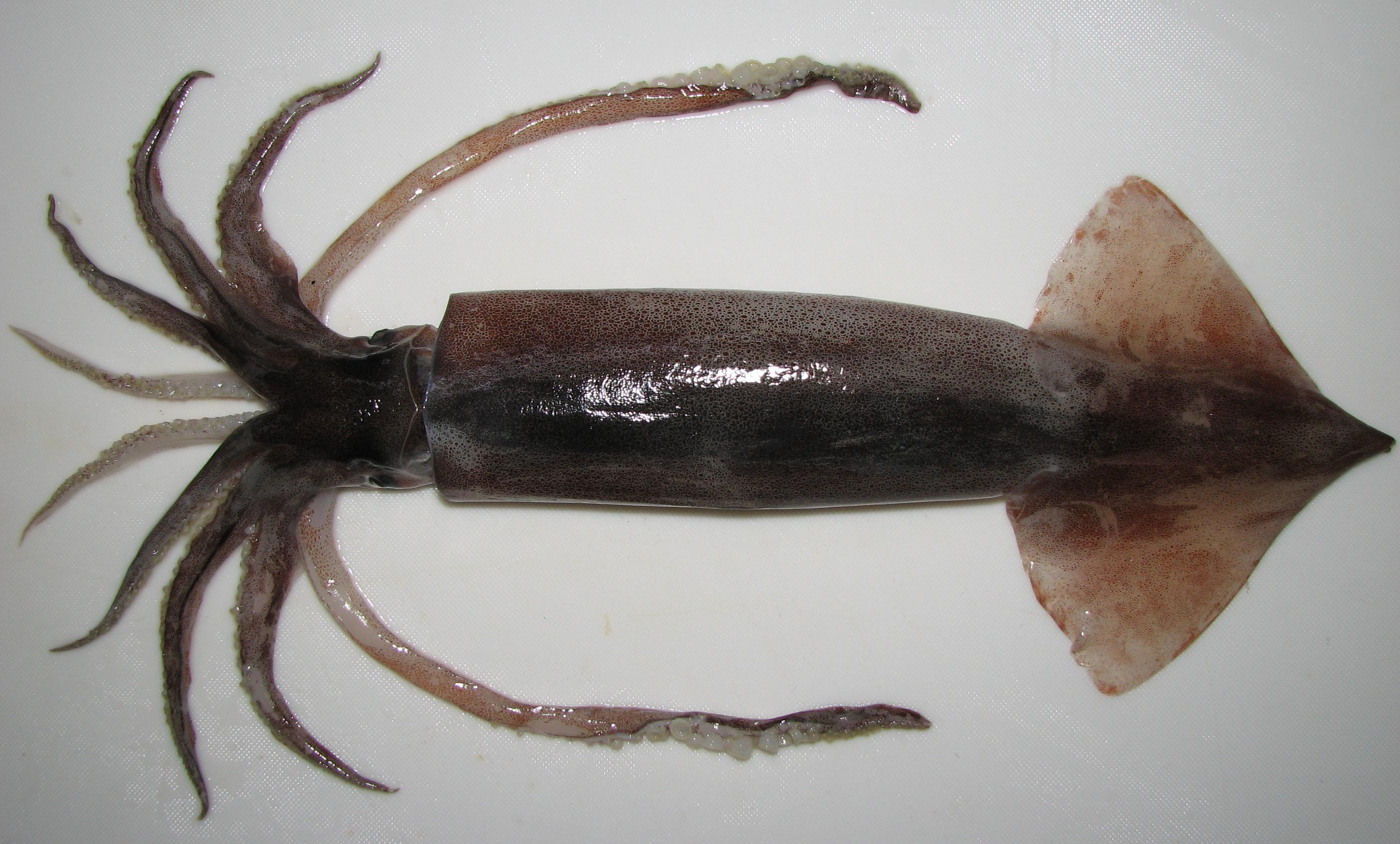
Japanese flying squid
(Todarodes pacificus)

Các phân họ, giống, loài, phân loài và được phân loại dưới Ommastrephidae:
- Họ Ommastrephidae

- Phân họ Illicinae

- Chi Illex

- Illex argentinus, Argentine shortfin squid
- Illex coindetii, southern shortfin squid
- Illex illecebrosus, northern shortfin squid
- Illex oxygonius, sharptail shortfin squid

- Subfamily Ommastrephinae

- Chi Dosidicus

- Dosidicus gigas, Humboldt squid, jumbo flying squid or jumbo squid

- Chi Eucleoteuthis

- Eucleoteuthis luminosa, striped squid or luminous flying squid

- Chi Hyaloteuthis

- Hyaloteuthis pelagica, glassy flying squid

- Chi Ommastrephes

- Ommastrephes bartramii, neon flying squid or red flying squid

- Chi Ornithoteuthis

- Ornithoteuthis antillarum, Atlantic bird squid
- Ornithoteuthis volatilis, shiny bird squid

- Chi Sthenoteuthis

- Sthenoteuthis oualaniensis, purpleback squid or purpleback flying squid
- Sthenoteuthis pteropus, orangeback squid or orangeback flying squid

- Phân họ Todarodinae

- Chi Martialia

- Martialia hyadesii, sevenstar flying squid

- Chi Nototodarus

- Nototodarus gouldi, Gould's flying squid
- Nototodarus hawaiiensis, Hawaiian flying squid
- Nototodarus sloanii, Wellington flying squid or New Zealand arrow squid

- Chi Todarodes

- Todarodes angolensis, Angola flying squid
- Todarodes filippovae, Antarctic flying squid
- Todarodes pacificus, Japanese flying squid or Japanese common squid

- Todarodes pacificus pacificus
- Todarodes pacificus pusillus

- Todarodes sagittatus, European flying squid

- Chi Todaropsis

- Todaropsis eblanae, lesser flying squid